# Dmitrij Żywogladow
Dmitrij Żywogladow (ur. 29 maja 1994 w Dubnej) – rosyjski piłkarz, obrońca.
Od 2019 zawodnik FK Lokomotiw Moskwa.